# كارلوس موربان
كارلوس موربان (بالإنجليزية: Carlos Morban) مواليد 25 أبريل 1982 في سانتو دومينغو، هو لاعب كرة سلة دومينيكي. بدأ مسيرته الاحترافية في سنة 2004. يلعب مع الدوري المكسيكي لكرة السلة في الدوري المكسيكي لكرة السلة. حقق المركز الثاني في دورة الألعاب الأمريكية 2003. لعب مع إردميرسبور ومع فاردار.

## الميداليات
| الميدالية | المسابقة                    |
| --------- | --------------------------- |
| فضية      | دورة الألعاب الأمريكية 2003 |

## روابط خارجية
- كارلوس موربان على موقع الاتحاد الدولي لكرة السلة (الإنجليزية)
- كارلوس موربان على موقع كرة السلة الأوروبية.كوم (الإنجليزية)
- كارلوس موربان على موقع كلية كرة السلة في سبورتس رفرنس.كوم (الإنجليزية)
- كارلوس موربان على موقع ريلجم (الإنجليزية)
- كارلوس موربان على موقع بروبوليرز (الإنجليزية)